# Menhirs de Lampaul Huellan
Les deux menhirs de Lampaul Huellan, appelé respectivement  Prat-Tuntauren et Prat-Rous-Cerch, sont situés à Trémargat dans le département français des Côtes-d'Armor.

## Protection
Ils ont été classés au titre des monuments historiques en 1968,.

## Description
Les deux menhirs ont été érigés dans un bas-fond marécageux à 21 m l'un de l'autre selon un axe nord-sud dans l'écoulement d'une source. Le menhir dénommé Prat-Tuntauren est le plus petit des deux. Il mesure 2,55 m de hauteur pour 1,80 m de largeur et 1,60 m d'épaisseur. Le second menhir, dénommé Prat-Rous-Cerch, mesure 2,80 m de hauteur pour 1,90 m de largeur et 1,40 m d'épaisseur. Les deux menhirs sont en granite.